# Дорадча група експертів
Дорадча група експертів (ДГЕ; англ. the Advisory Group of Experts — AGE) — це спеціальний орган у судовій системі України, що попередньо оцінює моральні якості та рівень професійної компетентності усіх кандидатів на посади суддів Конституційного Суду України (КСУ).
До Дорадчої групи експертів входить шість людей, які попередньо оцінюють доброчесність та компетентність кандидатів до КСУ. До першого складу входять троє осіб, запропонованих Президентом, Верховною Радою та Радою суддів, та троє, що були запропоновані міжнародними партнерами України.

## Склад
До Групи входить 6 членів, у кожного з яких є заступник:
- Алеш Залар, голова ДГЕ, колишній суддя Окружного суду Любляни та колишній міністр юстиції Словенії
  - заступник — Марек Зубік
- Ганна Сухоцька, почесний президент Венеційської комісії, колишній премʼєр-міністр Республіки Польща
  - заступник — Річард Барретт
- Морін ОʼКоннор, колишня Голова Верховного суду штату Огайо, США
  - заступник — Томас Білл Гріффіт
- Ярослав Романюк, секретар ДГЕ, колишній Голова Верховного Суду України
  - заступник — Володимир Кузьменко
- Оксана Васильченко, директор Навчально-наукового інституту права Київського національного університету імені Тараса Шевченка
  - заступник — Віталій Махінчук
- Василь Шакун, професор кафедри кримінального права Національної академії внутрішніх справ